# Sam Rayburn
Samuel Taliaferro "Sam" Rayburn, född 6 januari 1882 i Roane County i Tennessee, död 16 november 1961 i Bonham i Texas, var en amerikansk demokratisk politiker. 
Han var talman i USA:s representanthus från 1940 till 1947, 1949 till 1953 samt från 1955 till 1961. Rayburns 17 år som talman gör honom till den långvarigaste talmannen i USA:s historia.

## Biografi
Rayburn var ledamot av Texas House of Representatives, underhuset i delstatens lagstiftande församling, 1907–1913, de sista två åren som talman. Han representerade delstaten Texas 4:e distrikt i USA:s representanthus från 4 mars 1913 fram till sin död. I delstatspolitiken hade han lärt känna Samuel Ealy Johnson, Jr., vars son Lyndon B. Johnson senare blev Rayburns nära vän. Rayburns stöd spelade en central roll när Lyndon B. Johnson blev demokratisk ledare i USA:s senat.
Rayburn blev 1956 medlem av Primitive Baptist Church i Tioga i Texas. Han gifte sig 1927 med Metze Jones, och äktenskapet varade i mindre än tre månader. Metze Jones var syster till kongressledamoten John Marvin Jones från Texas.